# Dans un pays qui n'existe plus
Pour plus de détails, voir Fiche technique et Distribution.
Dans un pays qui n'existe plus (In einem Land, das es nicht mehr gibt) est un film dramatique allemand réalisé par Aelrun Goette et sorti en 2022.
Situé à Berlin-Est juste avant la chute du mur, le film est en partie autobiographique pour la réalisatrice Aelrun Goette.

## Synopsis
En 1989, Susanne Schulz dite « Suzie », 18 ans, vit avec son père Klaus et sa jeune sœur Kerstin à Berlin-Est et est sur le point de terminer ses études. Son projet est de faire des études de littérature pour devenir femme de lettres. Mais avant cela, elle est arrêtée par la Volkspolizei en raison d'une insigne De l'épée à la charrue, symbole de désarmement, qu'elle porte sur sa veste de la Jeunesse libre allemande. La police découvre ensuite qu'elle est en possession du roman 1984 de George Orwell, considéré en RDA comme un ouvrage de propagande contre l'État, ce qui mène à son renvoi de son école et à l'attribution d'un emploi d'ouvrière dans l'usine Kabelwerk Oberspree (de) (KWO). Un jour, alors qu'elle prend le tramway, le photographe amateur « Coyote » la remarque et la prend en photo. Son visage se retrouve ensuite dans le magazine féminin Sybille (de), ce qui incite Kerstin à écrire à la rédaction pour demander si elle pourrait aussi devenir mannequin. En réponse à la lettre de Kerstin, le journal invite Suzie à un entretien d'embauche au siège de la rédaction. Elle accepte l'invitation dans l'espoir de pouvoir ainsi échapper au travail d'ouvrière au KWO. À cette occasion, elle fait également la connaissance de Rudi, créateur de mode et esprit libre et créatif, qui lui donne un aperçu du monde semi-clandestin de la mode en RDA.

## Fiche technique
- Titre français : Dans un pays qui n'existe plus[2]
- Titre original allemand : In einem Land, das es nicht mehr gibt[3]
- Réalisation : Aelrun Goette
- Scénario : Aelrun Goette
- Photographie : Benedict Neuenfels
- Montage : Julia Karg
- Musique : Boris Bojadzhiev
- Décors : Silke Buhr
- Production : Tanja Ziegler (de)
- Société de production : Ziegler Film, Tobis Film, Studio Babelsberg, Gretchenfilm
- Pays de production :  Allemagne
- Langue originale : allemand
- Format : Couleur - 2,39:1
- Genre : film dramatique
- Durée : 100 minutes
- Dates de sortie :
  - Allemagne de l'Ouest : 6 octobre 2022
  - France : 6 septembre 2024

## Distribution
- Marlene Burow (de) : Suzie Schulz
- Sabin Tambrea : Rudi
- David Schütter (de) : Coyote
- Claudia Michelsen : Dr. Elsa Wilbrodt
- Jördis Triebel : Gisela
- Bernd Hölscher (de) : Petzke
- Sven-Eric Bechtolf : Prof. Grünwald
- Hannah Ehrlichmann (de) : Marina
- Gabriele Völsch (de) : Christiane
- Peter Schneider (de) : Klaus Schulz
- Sira Topic : Uta
- Zoé Höche : Kerstin Schulz
- Lorenzo Gandolfo : Max

## Production
Aelrun Goette, qui a réalisé le film et en a écrit le scénario, a déclaré que le film était inspiré de sa propre vie. Goette a dû quitter l'école prématurément et a été découverte peu après en 1985 comme mannequin. Après la chute du mur de Berlin, Goette a obtenu son Abitur et a commencé des études de philosophie à l'université Humboldt de Berlin, puis des études de réalisation à l'école de cinéma de Babelsberg Konrad-Wolf. Elle envisageait depuis longtemps de réaliser un film sur son histoire, mais il a fallu 14 ans pour que le projet se concrétise avec Cooky Ziesche, la rédactrice en chef de la Rundfunk Berlin-Brandenburg, et Tanja Ziegler et sa société Ziegler Film.
Le film a été produit en coproduction avec Tobis Film, Studio Babelsberg et Gretchenfilm. Le tournage commence le 13 avril 2021 en Thuringe et en Saxe, par exemple dans l'usine Seilwerk Zwickau. Il se termine le 8 juin 2021 à Berlin. Le film est présenté en avant-première le 2 octobre 2022 au Festival du film de Hambourg.